# Rio Arpașul Mare
O Rio Arpaşul Mare é um rio da Romênia afluente do rio Arpaş, localizado no distrito de Sibiu.